# Абу-ль-Асвад ад-Дуали
Абу́-ль-Асва́д ад-Ду́’али (араб. أبو الأسود الدؤلي‎; 603, Хиджаз — 688, Басра, Ирак) — известный табиин, арабский лингвист, автор первого свода правил арабского языка и первой системы огласовок для арабского письма. Он огласовал буквы Корана. Родом из Куфы, воспитывался в Басре.
В первой арабской грамматике, составленной Ад-Дуали по указанию халифа Али, слова разделялись на три части речи: имена (исм), глаголы (фи‘ль) и частицы (харф). Также в ней затрагивались вопросы словоизменения.

## Цитата
- «Цари правят людьми, а знающие правят царями».